# Frisco (Caroline du Nord)
Pour les articles homonymes, voir Frisco.
Frisco est une communauté non-incorporée sur l’île Hatteras, entre les villages de Buxton et Hatteras. Le village s'appelait auparavant Trent, ou Trent Woods, mais son nom fut changé avec l'arrivée d'un bureau de poste (Code postal: 27936) en 1898. La majeure partie de la terre est prise par des maisons disponibles à la location en été, les maisons sont habitées par les propriétaires pendant l'hiver.

## Géographie
Frisco se trouve à 35° 14′ 07″ N, 75° 37′ 43″ O.

## Démographie
| 2000 | 2010 | - | - | - | - |
| ---- | ---- | - | - | - | - |
| 127  | 200  | - | - | - | - |

## Remarques
Le General Billy Mitchell a un terrain d'aviation ici nommé d'après son propre nom, tout droit à partir du Frisco Native American Museum (Musée Amérindiens de Frisco).